# ペードロ人見
ペードロ人見（ペードロひとみ、生没年不詳）は、山城国伏見出身のキリシタン武士。戦国大名佐竹氏に仕え、出羽国北部（現在の秋田県地方）でカトリックの布教をおこなった。名は九右衛門と伝わる。

## 事績
こんにちの秋田県地方に流されたキリシタンとしては、織田信雄（1558年-1630年）や大友義統（1558年-1610年）があったというが、佐竹氏久保田藩領でキリスト教信者が生まれる起因となった最初の人物がペードロ人見（人見九右衛門）である。
人見は、畿内在住の武士であったが、慶長5年（1600年）の関ヶ原の戦いの結果牢人となったという。京都の伏見において人見はイエズス会の宣教師ジロラモ・デ・アンゼリスより洗礼を受けたといわれており、同地の武士や農民に伝道し、自ら洗礼を授けている が、出羽久保田藩主の佐竹義宣に召し抱えられ、出羽にうつった。慶長19年（1614年）、京都・大坂および加賀金沢藩のキリシタン70名余が津軽地方（青森県西部）に流され、この人びとが神父の来訪を求めたので、翌元和元年（1615年）、アンゼリスは仙台から水沢・久保田（秋田市）を経て羽州街道を北上し、津軽高岡（弘前）在住のキリシタンを訪ね励ましている。
アンゼリスは『1615・16年の日本年報』において、このときの久保田藩の状態について、「仙北地方（秋田県内陸南部）に200人のキリシタンを発見したが、それらは7年前、伏見のキリシタンで、佐竹氏に仕えたペードロ人見という武士が洗礼をさずけたものであった」と記録している。
なお、伊達政宗による慶長遣欧使節である支倉常長の通訳をつとめ、歴史家でもあったローマのシビオネ・アマチの記録によれば、慶長18年（1613年）段階の奥羽地方においては仙台と久保田にカトリック教会があったと記されている。